# 2011-es argentin rali
A 2011-es argentin rali volt a 2011-es rali-világbajnokság hatodik versenye. Május 26. és 29. között került megrendezésre. 19 gyorsasági szakaszból állt a verseny, mely 378,15 kilométert tett ki. A 40 indulóból 27 versenyző ért célba.

## Szakaszok
| Nap              | Szakasz | Rajtidő | Szakasz neve                | Hossz    | Győztes            | Idő     | Átlagsebesség | Versenyben vezető  |
| ---------------- | ------- | ------- | --------------------------- | -------- | ------------------ | ------- | ------------- | ------------------ |
| 1. (Május 26-27) | 1.      | 15:05   | Super Especial Carlos Paz 1 | 3.02 km  | Sébastien Loeb     | 2:25.9  | 74.52 km/h    | Sébastien Loeb     |
| 1. (Május 26-27) | 2.      | 9:36    | El Mirador 1                | 18.23 km | Jari-Matti Latvala | 10:27.0 | 104.67 km/h   | Jari-Matti Latvala |
| 1. (Május 26-27) | 3.      | 10:08   | Mina Clavero 1              | 22.67 km | Jari-Matti Latvala | 19:42.5 | 69.02 km/h    | Jari-Matti Latvala |
| 1. (Május 26-27) | 4.      | 11:01   | El Condor 1                 | 37.32 km | Jari-Matti Latvala | 23:18.9 | 96.04 km/h    | Jari-Matti Latvala |
| 1. (Május 26-27) | 5.      | 15:17   | El Mirador 2                | 18.23 km | Jari-Matti Latvala | 10:19.0 | 106.03 km/h   | Jari-Matti Latvala |
| 1. (Május 26-27) | 6.      | 15:49   | Mina Clavero 2              | 22.67 km | Petter Solberg     | 19:21.7 | 70.25 km/h    | Jari-Matti Latvala |
| 1. (Május 26-27) | 7.      | 16:42   | El Condor 2                 | 37.32 km | Sébastien Loeb     | 23:19.4 | 96.01 km/h    | Jari-Matti Latvala |
| 2. (Május 28)    | 8.      | 8:13    | Las Jarillas 1              | 21.57 km | Sébastien Ogier    | 12:21.3 | 104.75 km/h   | Jari-Matti Latvala |
| 2. (Május 28)    | 9.      | 9:46    | Las Bajadas 1               | 16.57 km | Sébastien Loeb     | 9:04.1  | 109.63 km/h   | Jari-Matti Latvala |
| 2. (Május 28)    | 10.     | 10:32   | Amboy 1                     | 20.33 km | Sébastien Loeb     | 10:38.0 | 114.71 km/h   | Jari-Matti Latvala |
| 2. (Május 28)    | 11.     | 11:13   | Santa Rosa 1                | 21.36 km | Sébastien Loeb     | 13:06.2 | 97.81 km/h    | Jari-Matti Latvala |
| 2. (Május 28)    | 12.     | 14:08   | Las Jarillas 2              | 21.57 km | Sébastien Ogier    | 12:21.6 | 104.71 km/h   | Jari-Matti Latvala |
| 2. (Május 28)    | 13.     | 15:41   | Las Bajadas 2               | 16.57 km | Sébastien Ogier    | 9:00.7  | 110.32 km/h   | Sébastien Ogier    |
| 2. (Május 28)    | 14.     | 16:27   | Amboy 2                     | 20.33 km | Sébastien Loeb     | 10:32.7 | 115.68 km/h   | Sébastien Ogier    |
| 2. (Május 28)    | 15.     | 17:08   | Santa Rosa 2                | 21.36 km | Sébastien Loeb     | 12:59.3 | 98.67 km/h    | Sébastien Ogier    |
| 3. (Május 29)    | 16.     | 8:09    | Ascochinga                  | 48.21 km | Sébastien Loeb     | 35:53.7 | 80.59 km/h    | Sébastien Ogier    |
| 3. (Május 29)    | 17.     | 10:27   | Cabalango 1                 | 3.90 km  | Jari-Matti Latvala | 2:22.2  | 98.73 km/h    | Sébastien Ogier    |
| 3. (Május 29)    | 18.     | 11:38   | Super Especial Carlos Paz 2 | 3.02 km  | Petter Solberg     | 2:25.5  | 74.72 km/h    | Sébastien Ogier    |
| 3. (Május 29)    | 19.     | 12:10   | Cabalango 2 (Power stage)   | 3.90 km  | Petter Solberg     | 2:20.1  | 100.21 km/h   | Sébastien Loeb     |

## Végeredmény
| Poz.      | Versenyző          | Navigátor              | Autó                     | Idő       | Különbség | Pont |
| --------- | ------------------ | ---------------------- | ------------------------ | --------- | --------- | ---- |
| 1.        | Sébastien Loeb     | Daniel Elena           | Citroën DS3 WRC          | 4:03:56.9 | 0.0       | 26   |
| 2.        | Mikko Hirvonen     | Jarmo Lehtinen         | Ford Fiesta RS WRC       | 4:03:59.3 | 2.4       | 20   |
| 3.        | Sébastien Ogier    | Julien Ingrassia       | Citroën DS3 WRC          | 4:04:04.2 | 7.3       | 15   |
| 4.        | Petter Solberg     | Chris Patterson        | Citroën DS3 WRC          | 4:04:29.5 | 32.6      | 15   |
| 5.        | Mads Østberg       | Jonas Andersson        | Ford Fiesta RS WRC       | 4:09:13.7 | 5:16.8    | 10   |
| 6.        | Federico Villagra  | Jorge Pérez Companc    | Ford Fiesta RS WRC       | 4:10:45.4 | 6:48.5    | 8    |
| 7.        | Jari-Matti Latvala | Miikka Anttila         | Ford Fiesta RS WRC       | 4:15:31.4 | 11:34.5   | 6    |
| 8.        | Matthew Wilson     | Scott Martin           | Ford Fiesta RS WRC       | 4:17:29.6 | 13:32.7   | 4    |
| 9.        | Hayden Paddon      | John Kennard           | Subaru Impreza WRX STI   | 4:29:40.7 | 25:43.8   | 2    |
| 10.       | Patrik Flodin      | Maria Andersson        | Subaru Impreza WRX STI   | 4:37:31.1 | 33:34.1   | 1    |
| PWRC      |                    |                        |                          |           |           |      |
| 1. (9.)   | Hayden Paddon      | John Kennard           | Subaru Impreza WRX STI   | 4:29:40.7 | 0.0       | 25   |
| 2. (10.)  | Patrik Flodin      | Maria Andersson        | Subaru Impreza WRX STI   | 4:37:31.1 | 7:50.4    | 18   |
| 3. (11.)  | Dmitry Tagirov     | Anna Zavershinskaya    | Subaru Impreza WRX STI   | 4:43:07.6 | 13:26.9   | 15   |
| 4. (12.)  | Nicolás Fuchs      | Rubén Francisco García | Mitsubishi Lancer Evo IX | 4:47:53.1 | 18:12.4   | 12   |
| 5. (14.)  | Martin Semerád     | Michal Ernst           | Mitsubishi Lancer Evo X  | 4:51:56.5 | 22:15.8   | 10   |
| 6. (15.)  | Benito Guerra      | Borja Rozada           | Mitsubishi Lancer Evo X  | 4:52:57.1 | 23:16.4   | 8    |
| 7. (16.)  | Ezequiel Campos    | Cristian Winkler       | Mitsubishi Lancer Evo IX | 4:54:17.5 | 24:36.8   | 6    |
| 8. (17.)  | Gianluca Linari    | Nicola Arena           | Subaru Impreza WRX STI   | 4:56:52.7 | 27:12.0   | 4    |
| 9. (19.)  | Yuriy Protasov     | Adrian Aftanaziv       | Mitsubishi Lancer Evo X  | 4:57:25.5 | 27:44.8   | 2    |
| 10. (20.) | Michał Kościuszko  | Maciek Szczepaniak     | Mitsubishi Lancer Evo X  | 4:58:04.7 | 28:24.0   | 1    |

## Szuperspecial (Power Stage)
| Poz | Versenyző      | Idő    | Különbség | Átlagsebesség | Pont |
| --- | -------------- | ------ | --------- | ------------- | ---- |
| 1   | Petter Solberg | 2:20.1 | 0.0       | 100.21 km/h   | 3    |
| 2   | Mikko Hirvonen | 2:20.6 | +0.5      | 99.86 km/h    | 2    |
| 3   | Sébastien Loeb | 2:20.6 | +0.5      | 99.86 km/h    | 1    |

## Külső hivatkozások
A verseny hivatalos honlapja Archiválva 2019. május 5-i dátummal a Wayback Machine-ben